# Federación Obrera Regional Paraguaya
La Federación Obrera Regional Paraguaya (FORP) fue la primera federación obrera de la República del Paraguay, fundada en 1906. Originalmente plural, tuvo durante sus primeros años una fuerte presencia anarcosindicalista. La FORP fue una hermana de la Federación Obrera Regional Argentina; de hecho su preámbulo es similar al del IV Congreso de la FORA.
Entre los años 1906 y 1915, cuando se disolvió, la FORP apoyó las mayoría de las acciones sindicales y huelgas que tuvieron lugar en Asunción y en el interior del país.

## Antecedentes y orígenes
Los primeros sindicatos de artesanos y obreros aparecieron en Paraguay en la década de 1880, con la creación Sociedad de Socorro Mutuo “Santa Cruz”, que solamente aceptaba a obreros.
El 22 de octubre de 1882, se fundó la Sociedad de Socorro Mutuo "Los Artesanos del Paraguay", que permitía ya la afiliación de elementos heterogéneos de la sociedad, ya sean obreros, artesanos, o intelectuales. Sin embargo, estas nucleaciones no duraron mucho tiempo por culpa del caudillismo y de los políticos que intervenían. En 1882 también se fundaría Sociedad Cosmopolita de Socorro Mutua “Los Verdaderos Artesanos", que fue una escisión de "Los Artesanos del Paraguay". "Los Verdaderos Artesanos" es considerado como la antesala al primer sindicato obrero del país.
Luego, durante la década del 1890 y principios de 1900, se formarían varios sindicatos que reclamaban entre otras cosas, la jornada laboral de 8 horas y el aumento de los salarios. Entre esas organizaciones estaban el Sindicato de Ferroviarios de la Estación Central (1889), el Sindicato de Panaderos (1893), el Sindicato de Peluqueros (1898), el Sindicato de Carpinteros (1901).
El primer intento de unidad de los movimientos sindicales se dio en 1893 con la creación de la Asociación Cosmopolita. Luego se sucedieron la Asociación General de los Trabajadores en 1897, y el Centro General de Obreros, en 1904. Todas estas asociaciones no duraron mucho tiempo, por la represión del gobierno, y por el hecho de que el movimiento sindicalista recién se estaba formando en el Paraguay.

## Fundación y reorganización de la FORP

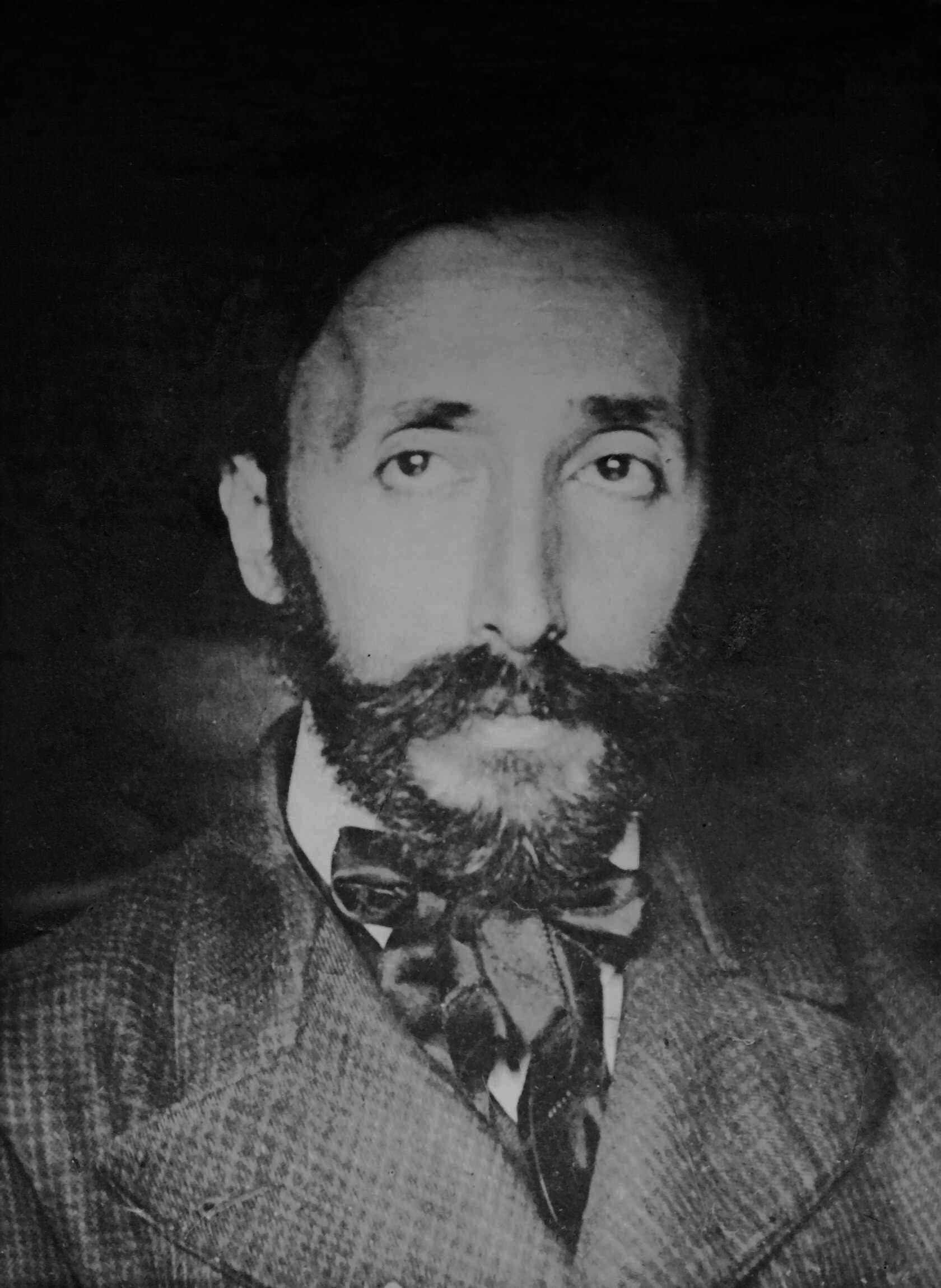
Rafael Barrett, autor de "Germinal"

La FORP nació en 1906 cuando se reunieron tres sindicatos de resistencia: la Sociedad de Obreros Gráficos, el Sindicato de Resistencia de Obreros Carpinteros y el Sindicato de Cocheros. Luego se sumarían varios sindicatos más. Los estatutos que se redactaron en el Congreso fundacional de la FORP son muy parecidos a los de la FORA, es decir con una clara tendencia anarcosindicalista. En 1913, tras las persecuciones del gobierno de Albino Jara, la FORP decide reorganizarse y en un nuevo congreso, adoptan el mismo pacto de solidaridad de 1906. Eligen como Secretario General a José Cazzulo, sabiendo que el primero, en 1906 fue José Serrano.

## Prensa de la Federación
La FORP contó con varios diarios, entre los cuales estaban "El Despertar" (1906), "Germinal" de Rafael Barrett, y Bertotto, que trabajó estrechamente con la Federación en 1908, "El Alba", "La Rebelión", "Hacia el Futuro" (1910), "La Tribuna", y "La Protesta" (1915).

## Creación de CORP y disolución de la FORP
En 1915, la FORP "terminó ahogada en un compromiso político", como lo dijo Ciriaco Duarte, en manos de los reformistas. Y en ese mismo año se disolvió. Pero un grupo de la FORP, más jóvenes intelectuales, decidieron fundar el Centro Obrero Regional del Paraguay (CORP), para proseguir la lucha por los derechos de los trabajadores.

## Secretarios generales de la FORP
- José Serrano: 1906 - 1913
- José Cazzulo: 1913 - 1915